# Pinheiros (Espírito Santo)
Pinheiros is een gemeente in de Braziliaanse deelstaat Espírito Santo. De gemeente telt 23.874 inwoners (schatting 2009).
De gemeente grenst aan Montanha, Pedro Canário, Conceição da Barra, São Mateus, Boa Esperança en Ponto Belo.